# GNU Chess

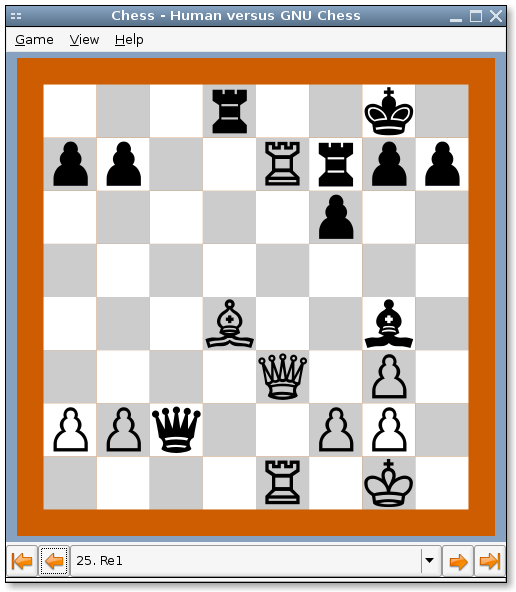
GNU Chess no GNOME.

GNU Chess é um motor de xadrez, sendo um dos mais antigos softwares desenvolvidos para o Unix e foi portado para diversas outras plataformas. Foi escrito pela primeira vez em 1984 por Stuart Cracraft. Fabien Letouzey é o principal autor da versão corrente, GNU Chess 6, que é baseada em seu motor Fruit 2.1. A versão 6 compartilha algum código com a versão 5 e isto garante certa compatibilidade com a versão anterior.
A versão actual é a 6.2.11 de 19 de abril de 2025.